# Rappresentanti permanenti per gli Stati Uniti d'America alle Nazioni Unite
I rappresentanti permanenti degli Stati Uniti d'America alle Nazioni Unite sono i leader della delegazione statunitense presso l'organizzazione delle Nazioni Unite. La posizione fa acquistare il grado e lo status di ambasciatore straordinario e plenipotenziario all'interno del Consiglio di Sicurezza.

## Nomina e funzioni
L'ambasciatore presta servizio a discrezione del presidente. L'ambasciatore può essere assistito da uno o più delegati, spesso nominati per uno scopo o una questione specifica. Il rappresentante permanente ha il compito di rappresentare gli Stati Uniti nel Consiglio di sicurezza delle Nazioni Unite e durante tutte le riunioni plenarie dell'Assemblea generale, tranne quando è presente un funzionario di grado superiore degli Stati Uniti (come il segretario di Stato o il presidente degli Stati Uniti).

## Lista
Partiti politici: 

  Democratico
  Repubblicano
  Indipendente
| N° | Immagine                | Rappresentante                            | Mandato                             | Presidente USA | Presidente USA       | Segretario generale ONU         |
| -- | ----------------------- | ----------------------------------------- | ----------------------------------- | -------------- | -------------------- | ------------------------------- |
| 1  |                         | Edward Stettinius, Jr.                    | 1945 - 1946                         |                | Harry S. Truman      | Gladwyn Jebb (facente funzioni) |
| 1  | Trygve Lie              | Edward Stettinius, Jr.                    | 1945 - 1946                         |                | Harry S. Truman      |                                 |
| —  |                         | Herschel V. Johnson (facente funzioni)    | 1946 - 1947                         |                | Harry S. Truman      |                                 |
| 2  |                         | Warren Austin                             | 14 gennaio 1947 - 22 gennaio 1953   |                | Harry S. Truman      |                                 |
| 2  | Dag Hammarskjöld        | Warren Austin                             | 14 gennaio 1947 - 22 gennaio 1953   |                | Harry S. Truman      |                                 |
| 3  |                         | Henry Cabot Lodge, Jr.                    | 12 gennaio 1953 - 2 settembre 1960  |                | Dwight D. Eisenhower |                                 |
| 4  |                         | James Jeremiah Wadsworth                  | 8 settembre 1960 - 21 gennaio 1961  |                | Dwight D. Eisenhower |                                 |
| 5  |                         | Adlai Stevenson II                        | 21 gennaio 1961 - 14 luglio 1965    |                | John F. Kennedy      |                                 |
| 5  | U Thant                 | Adlai Stevenson II                        | 21 gennaio 1961 - 14 luglio 1965    |                | John F. Kennedy      |                                 |
| 5  | Lyndon B. Johnson       | Adlai Stevenson II                        | 21 gennaio 1961 - 14 luglio 1965    |                |                      |                                 |
| 6  |                         | Arthur Goldberg                           | 14 luglio 1965 - 26 giugno 1968     |                |                      |                                 |
| 7  |                         | George W. Ball                            | 26 giugno 1968 - 25 settembre 1968  |                |                      |                                 |
| 8  |                         | James Russell Wiggins                     | 7 ottobre 1968 - 20 gennaio 1969    |                |                      |                                 |
| 9  |                         | Charles Woodruff Yost                     | 20 gennaio 1969 - 1º marzo 1971     |                | Richard Nixon        |                                 |
| 10 |                         | George H. W. Bush                         | 1º marzo 1971 - 18 gennaio 1973     |                | Richard Nixon        |                                 |
| 10 | Kurt Waldheim           | George H. W. Bush                         | 1º marzo 1971 - 18 gennaio 1973     |                | Richard Nixon        |                                 |
| 11 |                         | John A. Scali                             | 20 febbraio 1973 - 29 giugno 1975   |                | Richard Nixon        |                                 |
| 11 | Gerald Ford             | John A. Scali                             | 20 febbraio 1973 - 29 giugno 1975   |                |                      |                                 |
| 12 |                         | Daniel Patrick Moynihan                   | 30 giugno 1975 – 2 febbraio 1976    |                |                      |                                 |
| 13 |                         | William Scranton                          | 15 marzo 1976 - 19 gennaio 1977     |                |                      |                                 |
| 14 |                         | Andrew Young                              | 30 gennaio 1977 - 23 settembre 1979 |                | Jimmy Carter         |                                 |
| 15 |                         | Donald McHenry                            | 23 settembre 1979 - 20 gennaio 1981 |                | Jimmy Carter         |                                 |
| 16 |                         | Jeane Kirkpatrick                         | 4 febbraio 1981 - 1º aprile 1985    |                | Ronald Reagan        |                                 |
| 16 | Javier Pérez de Cuéllar | Jeane Kirkpatrick                         | 4 febbraio 1981 - 1º aprile 1985    |                | Ronald Reagan        |                                 |
| 17 |                         | Vernon A. Walters                         | 1º aprile 1985 - 1989               |                | Ronald Reagan        |                                 |
| 18 |                         | Thomas R. Pickering                       | 1989 - 12 maggio 1992               |                | George H. W. Bush    |                                 |
| 18 | Boutros Boutros-Ghali   | Thomas R. Pickering                       | 1989 - 12 maggio 1992               |                | George H. W. Bush    |                                 |
| 19 |                         | Edward J. Perkins                         | 12 maggio 1992 - 27 gennaio 1993    |                | George H. W. Bush    |                                 |
| 19 | Bill Clinton            | Edward J. Perkins                         | 12 maggio 1992 - 27 gennaio 1993    |                |                      |                                 |
| 20 |                         | Madeleine Albright                        | 27 gennaio 1993 - 21 gennaio 1997   |                |                      |                                 |
| 20 | Kofi Annan              | Madeleine Albright                        | 27 gennaio 1993 - 21 gennaio 1997   |                |                      |                                 |
| 21 |                         | Bill Richardson                           | 13 febbraio 1997 - 18 agosto 1998   |                |                      |                                 |
| —  |                         | Peter Burleigh (facente funzioni)         | 18 agosto 1998 - 25 agosto 1999     |                |                      |                                 |
| 22 |                         | Richard Holbrooke                         | 25 agosto 1999 - 20 gennaio 2001    |                |                      |                                 |
| —  |                         | James B. Cunningham (facente funzioni)    | 20 gennaio 2001 - 15 settembre 2001 |                | George W. Bush       |                                 |
| 23 |                         | John Negroponte                           | 15 settembre 2001 - 1º luglio 2004  |                | George W. Bush       |                                 |
| 24 |                         | John Danforth                             | 1º luglio 2004 - 20 gennaio 2005    |                | George W. Bush       |                                 |
| —  |                         | Anne Patterson (facente funzioni)         | 20 gennaio 2005 – 1º agosto 2005    |                | George W. Bush       |                                 |
| 25 |                         | John R. Bolton                            | 1º agosto 2005 - 9 dicembre 2006    |                | George W. Bush       |                                 |
| —  |                         | Alejandro Daniel Wolff (facente funzioni) | 9 dicembre 2006 - 17 aprile 2007    |                | George W. Bush       |                                 |
| —  | Ban Ki-moon             | Alejandro Daniel Wolff (facente funzioni) | 9 dicembre 2006 - 17 aprile 2007    |                | George W. Bush       |                                 |
| 26 |                         | Zalmay Khalilzad                          | 17 aprile 2007 - 22 gennaio 2009    |                | George W. Bush       |                                 |
| 26 | Barack Obama            | Zalmay Khalilzad                          | 17 aprile 2007 - 22 gennaio 2009    |                |                      |                                 |
| 27 |                         | Susan Rice                                | 22 gennaio 2009 - 1º luglio 2013    |                |                      |                                 |
| —  |                         | Rosemary DiCarlo (facente funzioni)       | 1º luglio - 1º agosto 2013          |                |                      |                                 |
| 28 |                         | Samantha Power                            | 2 agosto 2013 - 20 gennaio 2017     |                |                      |                                 |
| 28 | António Guterres        | Samantha Power                            | 2 agosto 2013 - 20 gennaio 2017     |                |                      |                                 |
| 28 | Donald Trump            | Samantha Power                            | 2 agosto 2013 - 20 gennaio 2017     |                |                      |                                 |
| —  |                         | Michele J. Sison (facente funzioni)       | 20 gennaio 2017 - 27 gennaio 2017   |                |                      |                                 |
| 29 |                         | Nikki Haley                               | 27 gennaio 2017 - 31 dicembre 2018  |                |                      |                                 |
| —  |                         | Jonathan R. Cohen (facente funzioni)      | 1º gennaio 2019 - 12 settembre 2019 |                |                      |                                 |
| 30 |                         | Kelly Knight Craft                        | 12 settembre 2019 - 20 gennaio 2021 |                |                      |                                 |
| —  |                         | Richard M. Mills Jr. (facente funzioni)   | 20 gennaio 2021 - 25 febbraio 2021  |                | Joe Biden            |                                 |
| 31 |                         | Linda Thomas-Greenfield                   | 25 febbraio 2021 - 20 gennaio 2025  |                | Joe Biden            |                                 |
| —  |                         | Dorothy Shea (facente funzioni)           | 20 gennaio 2025 - in carica         |                | Donald Trump         |                                 |